# 1953年のバレーボール
1953年のバレーボール（1953ねんのバレーボール）では、1953年（昭和28年）のバレーボール関連の出来事をまとめる。

## できごと
- 3月30日 - 早稲田大学バレーボールチームが渡米、初めて国際式の6人制を経験。
- オーストリアバレーボール連盟が設立。
- 中国バレーボール協会が設立。
- FIVB加盟（その4） - イスラエル、オーストリア、スペイン、中国の4カ国。

## 国内大会

### 日本
- 第2回全日本都市対抗
  - 男子
    - 1位：八幡製鉄
    - 2位：東レ九鱗会
    - 3位：富士製鉄、日本鋼管

  - 女子
    - 1位：日紡足利
    - 2位：倉紡万寿
    - 3位：倉紡津、鐘紡淀川

## 誕生
- 3月5日 - チョ・ヘジョン
- 3月9日 - 加藤きよみ
- 4月7日 - 河本昭義
- 9月22日 - トマシュ・ボイトビッチ
- 10月25日 - ダニエレ・バニョーリ